# Marc Jacobs
Marc Jacobs (ur. 9 kwietnia 1963 w Nowym Jorku) – amerykański projektant mody.

## Życiorys

### Wczesne lata
Urodził się i dorastał w Nowym Jorku w rodzinie żydowskiej jako syn Judith (z domu Weisbord) i agenta Williama Morrisa Endeavora. Jego ojciec zmarł, gdy miał siedem lat i był wychowywany przez babkę ze strony ojca w nowojorskiej Upper West Side; nauczyła go m.in. jak robić na drutach. Jego matka cierpiała na chorobę psychiczną.
W wieku 15 lat uczęszczał do High School of Art and Design w Nowym Jorku i był w stanie pracować na pół etatu w butiku Charivari, gdzie zdobywał wiedzę o modzie, by później wykorzystać w swoich projektach. Szkołę ukończył w roku 1981.

### Kariera
Naukę kontynuował w Parsons School of Design w Nowym Jorku. W 1984 wygrał Perry Ellis Gold Thimble Award, a także otrzymał Chester Weinberg Gold Thimble Award i Design Student of the Year Award. Podczas swej nauki Jacobs zaprojektował i sprzedał swoją pierwszą kolekcję robionych na drutach sweterków. W tym samym czasie, w 1984, stworzył wraz ze swoim partnerem Robertem Duffym, Jacobs Duffy Designs Inc., która funkcjonuje do dziś.
Na początku 1987, w wieku 24 lat, został najmłodszym projektantem mody, nominowanym do najwyższego odznaczenia: The Council of Fashion Designers of America (CFDA) Perry Ellis Award for New Fashion Talent. Marc Jacobs i Robert Duffy w 1989 dołączyli do Perry Ellis – Duffy jako prezes, a Jacobs jako wiceprezes. W 1992 The Council of Fashion Designers of America raz jeszcze uhonorowało Marca Jacobsa nagrodą The Women’s Designer of the Year Award.
Od 1997 Jacobs jest jednym z dyrektorów Louisa Vuittona. Nawiązał on współpracę, które zaowocowały m.in. torbami graffiti Stephena Sprouse'a i akcesoriami w pastelowych odcieniach Takashi Murakamiego i pierwszą linią prêt-à-porter sprzedawaną pod szyldem Louisa Vuittona, zaprojektowaną przez Marca Jacobsa. Jego własne linie ubrań: Marc Jacobs i mniej kosztowna Marc By Marc Jacobs (z 2000) odniosły również duży sukces i były bardzo popularne.
Marc Jacobs stał się znany z tego, że projektując nie kieruje się aktualnymi trendami. W sezonie wiosennym 2004/2005, gdy projektanci tworzyli w stylu „safari”, Jacobs stworzył kolekcję w całkowicie kobiecym stylu, podczas której pokazu, modelki wchodziły na wybieg przez bramę stworzoną z 450 tysięcy róż. W 2006 Marc Jacobs stworzył kolekcję klasycznych, ponadczasowych, estetycznych z nutami stylu vintage zegarków. Jego ubrania są dostępne w wielu sklepach na całym świecie. Po 16 latach współpracy, w 2013 roku pożegnał się z marką Louisa Vuittona.
W 2016 pojawił się w komedii Zoolander 2 (występ cameo).

## Życie prywatne
Ujawnił publicznie, że jest gejem. Jego partnerem był Jason Preston (2007-2008), a także Erik Rhodes (2008) i Austin Armacost (2008-2009)
W latach 2008–2010 był związany z przedsiębiorcą w branży mody Lorenzo Martone. W 2011 zaczął spotykać się z brazylijskim aktorem porno Harrym Louisem, z którym się rozstał w październiku 2013. Od 2014 związany jest z modelem Charlym Defrancesco, z którym pobrał się 4 kwietnia 2019 w Nowym Jorku.

## Nagrody
- 1984: Perry Ellis Golden Thimble Award
- 1984: Chester Weinberg Gold Thimble Award
- 1984: Design Student of the Year Award
- 1987: Perry Ellis Award for New Fashion Talent (Council of Fashion Designers of America-CFDA)
- 1991: Womenswear Designer of the Year (CFDA)
- 1992: Womenswear Designer of the Year (CFDA)
- 1998: Accessory Designer of the Year (CFDA)
- 1999: Accessory Designer of the Year (CFDA)
- 2002: Menswear Designer of the Year (CFDA)
- 2003: Accessory Designer of the Year (CFDA)
- 2005: Accessory Designer of the Year (CFDA)
- 2007: GLAAD Media Awards w kategorii Outstanding Advertising – Print
- 2009: International Award – Louis Vuitton (CFDA)
- 2010: Womenswear Designer of the Year (CFDA)
- 2011: Lifetime Achievement Award (CFDA)
- 2016: Womenswear Designer of the Year (CFDA)
- 2019: MTV VMA Fashion Trailblazer Award (CFDA)